# Test technique
Un test technique est un exercice d'évaluation des compétences et connaissances d'un candidat à une embauche, organisé par le recruteur. Un test technique peut prendre la forme d'un questionnaire à choix multiples portant sur le domaine métier du candidat. Le test technique fait généralement suite à un premier entretien d'embauche.